# Campsicnemus sinuatus
Campsicnemus sinuatus är en tvåvingeart som beskrevs av Van Duzee 1933. Campsicnemus sinuatus ingår i släktet Campsicnemus och familjen styltflugor. Inga underarter finns listade i Catalogue of Life.